# 1. Fußball-Club Köln 01/07 1984-1985
Questa voce raccoglie le informazioni riguardanti il 1. Fußball-Club Köln 01/07 nelle competizioni ufficiali della stagione 1984-1985.

## Stagione
Nella stagione 1984-1985 il Colonia, allenato da Hannes Löhr, concluse il campionato di Bundesliga al 3º posto. In Coppa di Germania il Colonia fu eliminato al secondo turno dall'Hannover 96. In Coppa UEFA il Colonia fu eliminato ai quarti di finale dall'Inter.

## Rosa
| N. |                     | Ruolo | Calciatore         |
| -- | ------------------- | ----- | ------------------ |
|    | Germania (bandiera) | P     | Michael Nißl       |
|    | Germania (bandiera) | P     | Toni Schumacher    |
|    | Germania (bandiera) | D     | Karlheinz Geils    |
|    | Germania (bandiera) | D     | Armin Görgens      |
|    | Germania (bandiera) | D     | Matthias Hönerbach |
|    | Germania (bandiera) | D     | Dieter Prestin     |
|    | Germania (bandiera) | D     | Paul Steiner       |
|    | Germania (bandiera) | D     | Gerd Strack        |
|    | Ghana (bandiera)    | C     | Anthony Baffoe     |
|    | Germania (bandiera) | C     | Uwe Bein           |
|    | Germania (bandiera) | C     | Stefan Engels      |
|    | Germania (bandiera) | C     | Ralf Geilenkirchen |
|    | Germania (bandiera) | C     | Andreas Gielchen   |

| N. |                     | Ruolo | Calciatore          |
| -- | ------------------- | ----- | ------------------- |
|    | Germania (bandiera) | C     | Uwe Haas            |
|    | Germania (bandiera) | C     | Jimmy Hartwig       |
|    | Germania (bandiera) | C     | Thomas Häßler       |
|    | Germania (bandiera) | C     | Hans Heller         |
|    | Germania (bandiera) | C     | Manfred Lefkes      |
|    | Germania (bandiera) | C     | Hans-Peter Lehnhoff |
|    | Germania (bandiera) | C     | Pierre Littbarski   |
|    | Germania (bandiera) | C     | Hans-Werner Reif    |
|    | Germania (bandiera) | A     | Klaus Allofs        |
|    | Germania (bandiera) | A     | Detlef Dezelak      |
|    | Germania (bandiera) | A     | Norbert Dickel      |
|    | Scozia (bandiera)   | A     | Vincent Mennie      |

## Organigramma societario
Area tecnica
- Allenatore: Hannes Löhr
- Allenatore in seconda: Timo Zahnleiter
- Preparatore dei portieri: Rolf Herings
- Preparatori atletici:

## Calciomercato

### Sessione estiva
| Acquisti | Acquisti            | Acquisti               | Acquisti |
| R.       | Nome                | da                     | Modalità |
| -------- | ------------------- | ---------------------- | -------- |
| C        | Uwe Bein            | Kickers Offenbach      |          |
| A        | Detlef Dezelak      | Colonia II             |          |
| A        | Norbert Dickel      | Siegen                 |          |
| D        | Karlheinz Geils     | Arminia Bielefeld      |          |
| C        | Jimmy Hartwig       | Amburgo                |          |
| C        | Thomas Häßler       | Reinickendorfer Füchse |          |
| C        | Hans-Peter Lehnhoff | SV Baesweiler          |          |

| Cessioni | Cessioni       | Cessioni       | Cessioni |
| R.       | Nome           | a              | Modalità |
| -------- | -------------- | -------------- | -------- |
| P        | Gerald Ehrmann | Kaiserslautern |          |
| A        | Klaus Fischer  | Bochum         |          |
| C        | Rudolf Wabra   | Anversa        |          |
| D        | Holger Willmer | Bayern Monaco  |          |

### Sessione invernale
| Acquisti | Acquisti | Acquisti | Acquisti |
| R.       | Nome     | da       | Modalità |
| -------- | -------- | -------- | -------- |

| Cessioni | Cessioni       | Cessioni   | Cessioni |
| R.       | Nome           | a          | Modalità |
| -------- | -------------- | ---------- | -------- |
| A        | Frank Hartmann | Schalke 04 |          |

## Risultati

### Bundesliga

#### Girone di andata
| Arbitro: | Hontheim |

|                |           |                                              |
| Lux 45’ (rig.) | Marcatori | 36’ Littbarski 49’ (rig.) Allofs 87’ Hartwig |

| Arbitro: | Scheuerer |

|            |           |           |
| Allofs 72’ | Marcatori | 52’ Ozaki |

| Arbitro: | Tritschler |

|                                                                 |           |                        |
| Meier 20’, 64’, 66’ Reinders 47’ (rig.) Völler 48’ Neubarth 52’ | Marcatori | 44’ Allofs 76’ Hartwig |

| Arbitro: | Neuner |

|            |           |                                                            |
| Engels 34’ | Marcatori | 12’ (aut.) Hartmann 27’, 86’ Herget 73’ Funkel 74’ Raschid |

| Arbitro: | Barnick |

|                              |           |  |
| Rummenigge 75’ Wohlfarth 90’ | Marcatori |  |

| Arbitro: | Horeis |

|                                                                   |           |                     |
| Littbarski 10’ Allofs 20’, 51’ (rig.), 67’, 76’ Engels 55’ (rig.) | Marcatori | 14’ (rig.) Răducanu |

| Arbitro: | Wiesel |

|            |           |              |
| Allofs 55’ | Marcatori | 60’ Allgöwer |

| Arbitro: | Heitmann |

|          |           |                           |
| Heck 67’ | Marcatori | 21’ Allofs 36’ Littbarski |

| Arbitro: | Uhlig |

|                                         |           |                                  |
| Allofs 38’, 71’ Bein 51’ Littbarski 56’ | Marcatori | 28’ Holmqvist 80’ (aut.) Hartwig |

| Arbitro: | Walz |

|              |           |                                       |
| Svensson 88’ | Marcatori | 14’, 60’ Bein 33’ Lehnhoff 80’ Engels |

| Arbitro: | Ahlenfelder |

|                                         |           |                     |
| Allofs 38’, 80’ Littbarski 50’ Bein 54’ | Marcatori | 48’ Schatzschneider |

| Arbitro: | Werner |

|                              |           |             |
| Wehmeyer 32’ Wuttke 47’, 66’ | Marcatori | 30’ Hartwig |

| Arbitro: | Osmers |

|            |           |                                            |
| Allofs 58’ | Marcatori | 4’ Dreßen 19’, 32’ Rahn 20’ Mill 63’ Bruns |

| Arbitro: | Ermer |

|          |           |                               |
| Kree 74’ | Marcatori | 3’, 88’ Littbarski 75’ Engels |

| Arbitro: | Wahmann |

|                                          |           |                 |
| Engels 12’ Hartwig 50’ Allofs 80’ (rig.) | Marcatori | 75’ (rig.) Waas |

| Arbitro: | Föckler |

|            |           |                                  |
| Theiss 59’ | Marcatori | 4’, 58’, 72’ Littbarski 90’ Bein |

| Arbitro: | Brückner |

|                         |           |  |
| Bein 17’ Littbarski 50’ | Marcatori |  |

#### Girone di ritorno
| Arbitro: | Correll |

|                |           |  |
| Littbarski 20’ | Marcatori |  |

| Arbitro: | Pauly |

|                |           |  |
| Rautiainen 52’ | Marcatori |  |

| Arbitro: | Niebergall |

|                                |           |                         |
| Allofs 12’, 55’ Littbarski 71’ | Marcatori | 59’ Neubarth 86’ Pezzey |

| Arbitro: | Osmers |

|                  |           |            |
| Schäfer 32’, 57’ | Marcatori | 39’ Engels |

| Arbitro: | Theobald |

|  |           |                         |
|  | Marcatori | 28’ Hoeneß 89’ Matthäus |

| Arbitro: | Horeis |

|                              |           |  |
| Zorc 60’ (rig.) Răducanu 78’ | Marcatori |  |

| Arbitro: | Barnick |

|                                         |           |            |
| Allgöwer 32’ Reichert 42’ Klinsmann 90’ | Marcatori | 8’ Hartwig |

| Colonia 30 marzo 1985, ore 15:30 CET 25ª giornata | Colonia | 0 – 0 referto | Waldhof Mannheim | Müngersdorfer Stadion (8 000 spett.)\| Arbitro: \| Roth \| |
| Arbitro:                                          | Roth    |               |                  |                                                            |

| Arbitro: | Umbach |

|           |           |                     |
| Dusend 6’ | Marcatori | 13’ Bein 80’ Allofs |

| Arbitro: | Gabor |

|                     |           |  |
| Bein 28’ Engels 36’ | Marcatori |  |

| Arbitro: | Brückner |

|                         |           |                                |
| Täuber 14’ Hartmann 61’ | Marcatori | 30’, 87’ Allofs 85’ Littbarski |

| Arbitro: | Tritschler |

|                       |           |            |
| Allofs 69’ Engels 73’ | Marcatori | 35’ Jakobs |

| Arbitro: | Schmidhuber |

|                      |           |                     |
| Borowka 37’ Rahn 47’ | Marcatori | 6’, 65’, 89’ Allofs |

| Arbitro: | Pauly |

|                         |           |           |
| Lehnhoff 25’ Engels 78’ | Marcatori | 43’ Kuntz |

| Arbitro: | Brehm |

|                                                |           |                                             |
| Schreier 22’ Schlegel 36’ Waas 64’ (rig.), 75’ | Marcatori | 25’, 39’ Littbarski 44’ Lehnhoff 50’ Lefkes |

| Arbitro: | Ermer |

|                                |           |                                        |
| Walz 2’ (aut.) Allofs 39’, 52’ | Marcatori | 35’, 83’ Günther 67’ Walz 80’ Glückler |

| Arbitro: | Wuttke |

|                                                                      |           |  |
| Allofs 28’, 32’, 76’ Prestin 47’ (aut.) Brehme 59’ (rig.) Melzer 72’ | Marcatori |  |

### Coppa di Germania
| Arbitro: | Gabor |

|                                                                                      |           |  |
| Allofs 8’, 20’, 62’ Hartwig 30’ Strack 47’ Hobday 57’ (aut.) Lehnhoff 83’ Dickel 85’ | Marcatori |  |

| Arbitro: | Dellwing |

|                     |           |                |
| Surmann 32’ Gue 66’ | Marcatori | 43’ Littbarski |

### Coppa UEFA
| Arbitro: | Borg |

|                           |           |                 |
| Engels 52’ Littbarski 76’ | Marcatori | 35’ (aut.) Haas |

| Arbitro: | Ravander |

|  |           |          |
|  | Marcatori | 71’ Bein |

| Arbitro: | Sostarić |

|  |           |                         |
|  | Marcatori | 38’ Littbarski 80’ Bein |

| Arbitro: | Fahnler |

|                       |           |             |
| Strack 41’ Allofs 54’ | Marcatori | 75’ Gründel |

| Arbitro: | Fredriksson |

|                |           |  |
| Pozdnjakov 35’ | Marcatori |  |

| Arbitro: | Santos |

|                         |           |  |
| Bein 24’ Littbarski 75’ | Marcatori |  |

| Arbitro: | Wurtz |

|            |           |  |
| Causio 54’ | Marcatori |  |

| Arbitro: | Ponnet |

|          |           |                                |
| Bein 64’ | Marcatori | 18’ Marini 75’, 84’ Rummenigge |

## Statistiche

### Statistiche di squadra
| Competizione      | Punti | In casa | In casa | In casa | In casa | In casa | In casa | In trasferta | In trasferta | In trasferta | In trasferta | In trasferta | In trasferta | Totale | Totale | Totale | Totale | Totale | Totale | DR  |
| Competizione      | Punti | G       | V       | N       | P       | Gf      | Gs      | G            | V            | N            | P            | Gf           | Gs           | G      | V      | N      | P      | Gf     | Gs     | DR  |
| ----------------- | ----- | ------- | ------- | ------- | ------- | ------- | ------- | ------------ | ------------ | ------------ | ------------ | ------------ | ------------ | ------ | ------ | ------ | ------ | ------ | ------ | --- |
| Bundesliga        | 40    | 17      | 10      | 3       | 4       | 36      | 27      | 17           | 8            | 1            | 8            | 33           | 39           | 34     | 18     | 4      | 12     | 69     | 66     | +3  |
| Coppa di Germania | -     | 1       | 1       | 0       | 0       | 8       | 0       | 1            | 0            | 0            | 1            | 1            | 2            | 2      | 1      | 0      | 1      | 9      | 2      | +7  |
| Coppa UEFA        | -     | 4       | 3       | 0       | 1       | 7       | 5       | 4            | 2            | 0            | 2            | 3            | 2            | 8      | 5      | 0      | 3      | 10     | 7      | +3  |
| Totale            | 40    | 22      | 14      | 3       | 5       | 51      | 32      | 22           | 10           | 1            | 11           | 37           | 43           | 44     | 24     | 4      | 16     | 88     | 75     | +13 |

### Andamento in campionato
| Giornata  | 1 | 2 | 3  | 4  | 5  | 6  | 7  | 8  | 9 | 10 | 11 | 12 | 13 | 14 | 15 | 16 | 17 | 18 | 19 | 20 | 21 | 22 | 23 | 24 | 25 | 26 | 27 | 28 | 29 | 30 | 31 | 32 | 33 | 34 |
| --------- | - | - | -- | -- | -- | -- | -- | -- | - | -- | -- | -- | -- | -- | -- | -- | -- | -- | -- | -- | -- | -- | -- | -- | -- | -- | -- | -- | -- | -- | -- | -- | -- | -- |
| Luogo     | T | C | T  | C  | T  | C  | C  | T  | C | T  | C  | T  | C  | T  | C  | T  | C  | C  | T  | C  | T  | C  | T  | T  | C  | T  | C  | T  | C  | T  | C  | T  | C  | T  |
| Risultato | V | N | P  | P  | P  | V  | N  | V  | V | V  | V  | P  | P  | V  | V  | V  | V  | V  | P  | V  | P  | P  | P  | P  | N  | V  | V  | V  | V  | V  | V  | N  | P  | P  |
| Posizione | 1 | 3 | 12 | 15 | 16 | 13 | 13 | 11 | 8 | 4  | 2  | 5  | 8  | 7  | 5  | 4  | 3  | 2  | 3  | 2  | 3  | 3  | 6  | 7  | 7  | 5  | 5  | 5  | 3  | 3  | 3  | 3  | 3  | 3  |

Legenda:

Luogo: C = Casa; T = Trasferta. Risultato: V = Vittoria; N = Pareggio; P = Sconfitta.

### Statistiche dei giocatori
| Giocatore        | Bundesliga | Bundesliga | Bundesliga  | Bundesliga | Coppa di Germania | Coppa di Germania | Coppa di Germania | Coppa di Germania | Coppa UEFA | Coppa UEFA | Coppa UEFA  | Coppa UEFA | Totale   | Totale | Totale      | Totale     |
| Giocatore        | Presenze   | Reti       | Ammonizioni | Espulsioni | Presenze          | Reti              | Ammonizioni       | Espulsioni        | Presenze   | Reti       | Ammonizioni | Espulsioni | Presenze | Reti   | Ammonizioni | Espulsioni |
| ---------------- | ---------- | ---------- | ----------- | ---------- | ----------------- | ----------------- | ----------------- | ----------------- | ---------- | ---------- | ----------- | ---------- | -------- | ------ | ----------- | ---------- |
| K. Allofs        | 32         | 26         | 6           | 0          | 2                 | 3                 | 1                 | 0                 | 8          | 1          | 0           | 0          | 42       | 30     | 7           | 0          |
| A. Baffoe        | 0          | 0          | 0           | 0          | 0                 | 0                 | 0                 | 0                 | 0          | 0          | 0           | 0          | 0        | 0      | 0           | 0          |
| U. Bein          | 27         | 8          | 2           | 0          | 2                 | 0                 | 0                 | 0                 | 8          | 4          | 0           | 0          | 37       | 12     | 2           | 0          |
| D. Dezelak       | 1          | 0          | 0           | 0          | 0                 | 0                 | 0                 | 0                 | 0          | 0          | 0           | 0          | 1        | 0      | 0           | 0          |
| N. Dickel        | 9          | 0          | 0           | 0          | 1                 | 1                 | 0                 | 0                 | 0          | 0          | 0           | 0          | 10       | 1      | 0           | 0          |
| S. Engels        | 32         | 9          | 2           | 0          | 2                 | 0                 | 0                 | 0                 | 8          | 1          | 0           | 0          | 42       | 10     | 2           | 0          |
| R. Geilenkirchen | 8          | 0          | 0           | 0          | 0                 | 0                 | 0                 | 0                 | 0          | 0          | 0           | 0          | 8        | 0      | 0           | 0          |
| K. Geils         | 26         | 0          | 2           | 0          | 1                 | 0                 | 0                 | 0                 | 6          | 0          | 0           | 0          | 33       | 0      | 2           | 0          |
| A. Gielchen      | 23         | 0          | 0           | 0          | 1                 | 0                 | 0                 | 0                 | 6          | 0          | 0           | 0          | 30       | 0      | 0           | 0          |
| A. Görgens       | 2          | 0          | 1           | 0          | 1                 | 0                 | 0                 | 0                 | 0          | 0          | 0           | 0          | 3        | 0      | 1           | 0          |
| U. Haas          | 8          | 0          | 0           | 0          | 0                 | 0                 | 0                 | 0                 | 2          | 0          | 0           | 0          | 10       | 0      | 0           | 0          |
| F. Hartmann      | 12         | 0          | 0           | 0          | 0                 | 0                 | 0                 | 0                 | 4          | 0          | 0           | 0          | 16       | 0      | 0           | 0          |
| J. Hartwig       | 20         | 5          | 4           | 0          | 2                 | 1                 | 0                 | 0                 | 8          | 0          | 0           | 0          | 30       | 6      | 4           | 0          |
| H. Heller        | 0          | 0          | 0           | 0          | 0                 | 0                 | 0                 | 0                 | 0          | 0          | 0           | 0          | 0        | 0      | 0           | 0          |
| T. Häßler        | 6          | 0          | 0           | 0          | 0                 | 0                 | 0                 | 0                 | 1          | 0          | 0           | 0          | 7        | 0      | 0           | 0          |
| M. Hönerbach     | 32         | 0          | 4           | 0          | 1                 | 0                 | 0                 | 0                 | 8          | 0          | 0           | 0          | 41       | 0      | 4           | 0          |
| M. Lefkes        | 11         | 1          | 1           | 0          | 0                 | 0                 | 0                 | 0                 | 2          | 0          | 0           | 0          | 13       | 1      | 1           | 0          |
| H. Lehnhoff      | 34         | 3          | 2           | 0          | 2                 | 1                 | 0                 | 0                 | 7          | 0          | 0           | 0          | 43       | 4      | 2           | 0          |
| P. Littbarski    | 28         | 16         | 4           | 1          | 2                 | 1                 | 1                 | 0                 | 8          | 3          | 0           | 0          | 38       | 20     | 5           | 1          |
| V. Mennie        | 7          | 0          | 1           | 0          | 0                 | 0                 | 0                 | 0                 | 0          | 0          | 0           | 0          | 7        | 0      | 1           | 0          |
| M. Nißl          | 0          | 0          | 0           | 0          | 1                 | 0                 | 0                 | 0                 | 0          | 0          | 0           | 0          | 1        | 0      | 0           | 0          |
| D. Prestin       | 25         | 0          | 3           | 0          | 2                 | 0                 | 0                 | 0                 | 4          | 0          | 0           | 0          | 31       | 0      | 3           | 0          |
| H. Reif          | 2          | 0          | 0           | 0          | 0                 | 0                 | 0                 | 0                 | 1          | 0          | 0           | 0          | 3        | 0      | 0           | 0          |
| T. Schumacher    | 34         | 0          | 1           | 0          | 2                 | 0                 | 1                 | 0                 | 8          | 0          | 0           | 0          | 44       | 0      | 2           | 0          |
| P. Steiner       | 32         | 0          | 6           | 0          | 2                 | 0                 | 0                 | 0                 | 7          | 0          | 0           | 0          | 41       | 0      | 6           | 0          |
| G. Strack        | 17         | 0          | 5           | 0          | 2                 | 1                 | 0                 | 0                 | 5          | 1          | 0           | 0          | 24       | 2      | 5           | 0          |